# Capital linguístico
Capital linguístico é um termo usado em estudos sociolinguísticos cunhado pelo sociólogo e filósofo francês Pierre Bourdieu. Bourdieu descreve o capital linguístico como uma forma de capital cultural e, especificamente, como a acumulação de competências linguísticas de uma única pessoa que predetermina a sua posição na sociedade, conforme delegada por instituições de poder. O capital cultural, por outro lado, é um conglomerado de conhecimentos, competências e outras aquisições culturais, que é reforçado por qualificações educacionais ou técnicas.
Como forma de comunicação, a linguagem medeia as interações humanas e é ela própria uma forma de ação. Segundo Joseph Sung-Yul Park, "a linguagem é entendida como uma forma de capital que é mediada por relações de poder social". Estas relações de poder refletem-se através da língua quando seu uso é decidido como legítima, permitindo o acesso a oportunidades econômicas e sociais, tais como empregos, serviços e conexões.
O capital linguístico tem sido utilizado para descrever os diferentes recursos linguísticos disponíveis para uma única pessoa e os valores associados a cada recurso. Hoje, este termo é utilizado para analisar a forma como esses recursos desempenham um papel na dinâmica de poder a todos os níveis, desde papéis individuais, familiares, institucionais, governamentais e internacionais. As teorias de Bourdieu sobre o capital são eficazes para mostrar como várias competências e recursos reunidos ao longo da vida de um indivíduo ou grupo terão valores e conotações diferentes, dependendo da situação e da demografia. Quando e onde esses recursos são reconhecidos e valorizados, muitas vezes para o benefício ou melhoria da vida do grupo social dominante, podem ser convertidos em capital.

## Capital linguístico e língua franca
O inglês é frequentemente considerado a língua franca do mundo hoje devido à diversidade de países e comunidades que adotaram o inglês como forma de comunicação nacional, comercial ou social. A globalização, o colonialismo e o sistema capitalista ajudaram a promover o inglês como língua dominante no mundo, complementado por anos de hegemonia britânica e americana no cenário mundial. Hoje, quase 1,39 bilhão de pessoas falam inglês, de acordo com o Fórum Econômico Mundial, sendo a sua proeminência sobre outras línguas destacada pela diversidade geográfica dos locais onde é falado. De acordo com Arwen Armbrecht, o mandarim é a primeira língua mais falada no mundo, mas sua influência fica atrás do inglês devido ao seu uso limitado fora dos países de língua mandarim.